# Nigryigoga
Nigryigoga là một chi bướm đêm thuộc họ Noctuidae.